# 池田政弼
池田 政弼（いけだ まさすけ）は、江戸時代中期の大名。備中生坂藩4代藩主。

## 略歴
2代藩主・池田政晴の三男として誕生。幼名は永次郎。養子に政良と秀次郎（いずれも池田政員の子、届出上は実子であり、それぞれ長男と次男）。
明和4年（1767年）、兄で先代藩主の池田政員が死去したため、その養嗣子となって跡を継いだ。
安永5年（1776年）7月25日、35歳で死去した。ただし、幕府には4日後の7月29日死去として届出された。
前年に生まれたばかりの正室との息子の政房が跡を継いだが、翌安永6年（1777年）に夭逝したため、宗家の岡山藩主池田治政の庶長子で、幕府に出生の届出が未提出であった鉄三郎が密かに岡山から江戸まで迎えられ、身代わりに立てられて政房を名乗り、のち政恭と名を改めた。

## 系譜
- 父：池田政晴（1704年 - 1748年）
- 母：不詳
- 養父：池田政員（1737年 - 1767年）
- 正室：利佐姫 - 満、真明院、松平直純の娘
  - 次男：池田政房（1775年 - 1777年） - 届出上は四男
    - 死後に池田治政の長男池田政恭（1772年 - 1827年）が内密で身代わりとなった。
- 生母不明の子女
  - 長男：池田政峰 - 届出上は三男
  - 女子：竹中重寛正室
- 養子
  - 男子：池田政良（1759年 - 1774年） - 池田政員の子、届出上は政弼長男
  - 男子：秀次郎 - 池田政員の子、届出上は政弼次男